# Clește (unealtă)

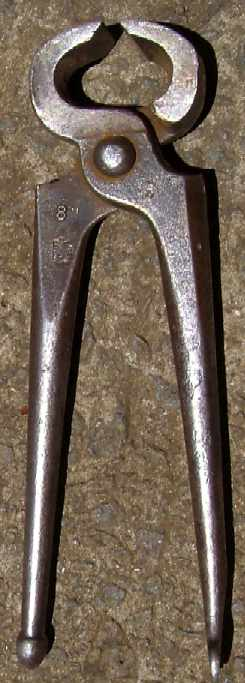
Clește folosit de tâmplari

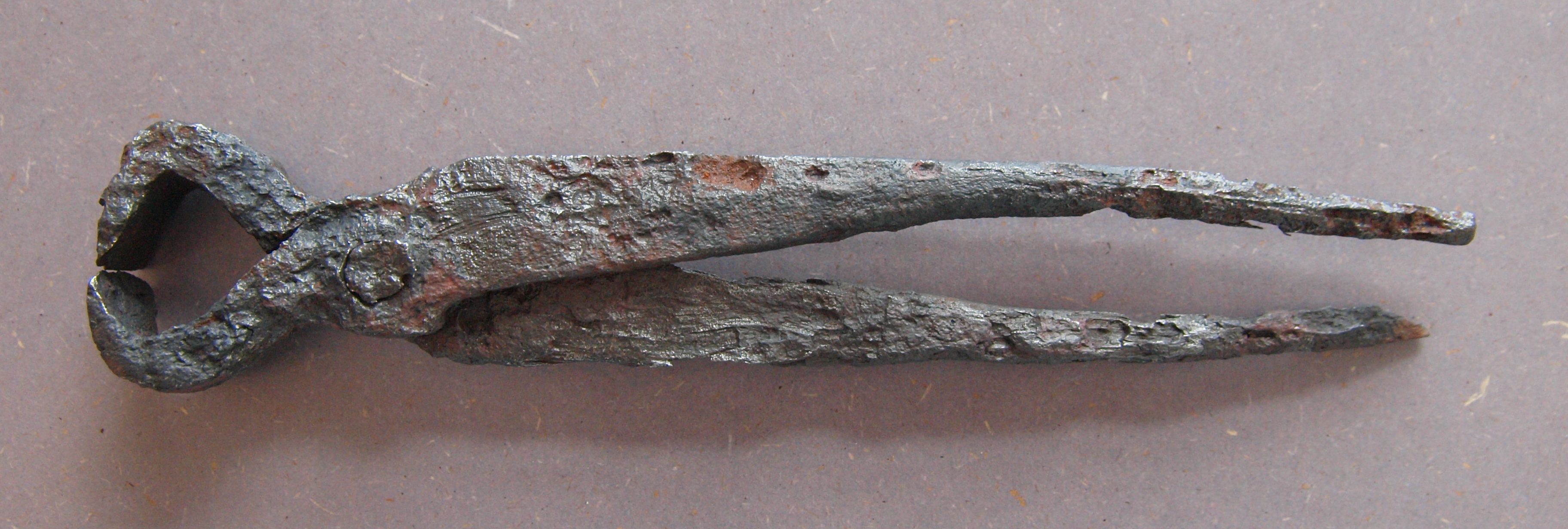
Clește găsit în Hamburg-Harburg (secolul 15-16)

Cleștele este o unealtă de mână folosită atunci când este nevoie de a tăia sau de a trage (de obicei cuie). Este folosit în general de tâmplari, fierari, dar și pentru a tăia cabluri.
Cleștii, de obicei înroșiți în foc, au fost folosiți și pentru tortură încă de pe vremea Romei Antice.